# Poste de la paz

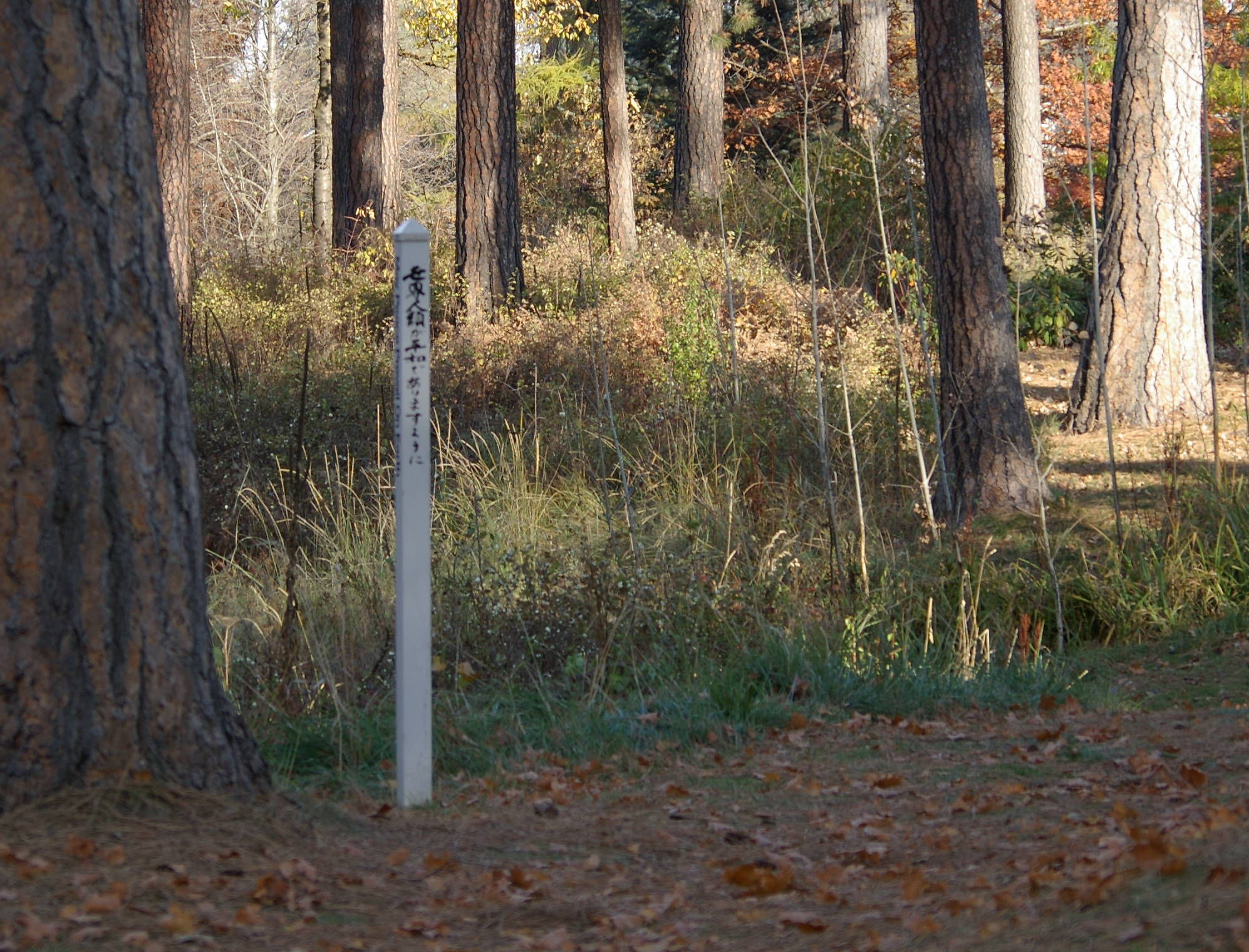
Un poste de la paz en el Finch Arboretum de Spokane, Washington.

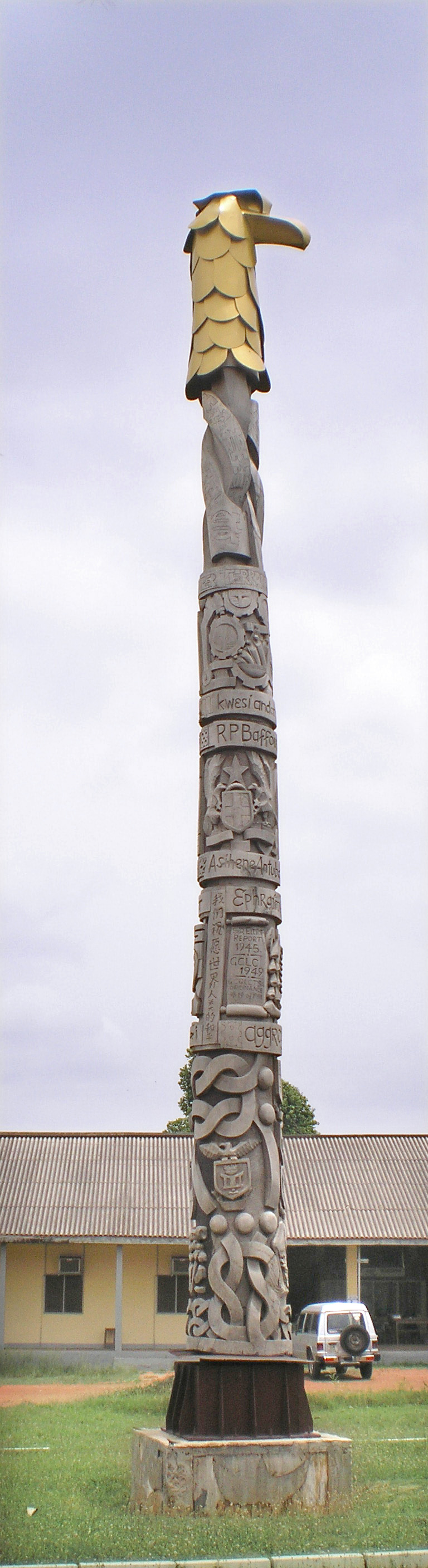
El más alto poste de la paz en el mundo en el campus de la Universidad de Ciencia y Tecnología Kwame Nkrumah en Ghana. Está hecha de un árbol Sapele de 105 años. Se utilizaron 5 idiomas (twi, un idioma local en Ghana, hindi, chino, suajili y árabe) para expresar la oración de paz en el polo: "QUE LA PAZ ESTÉ EN LA TIERRA".

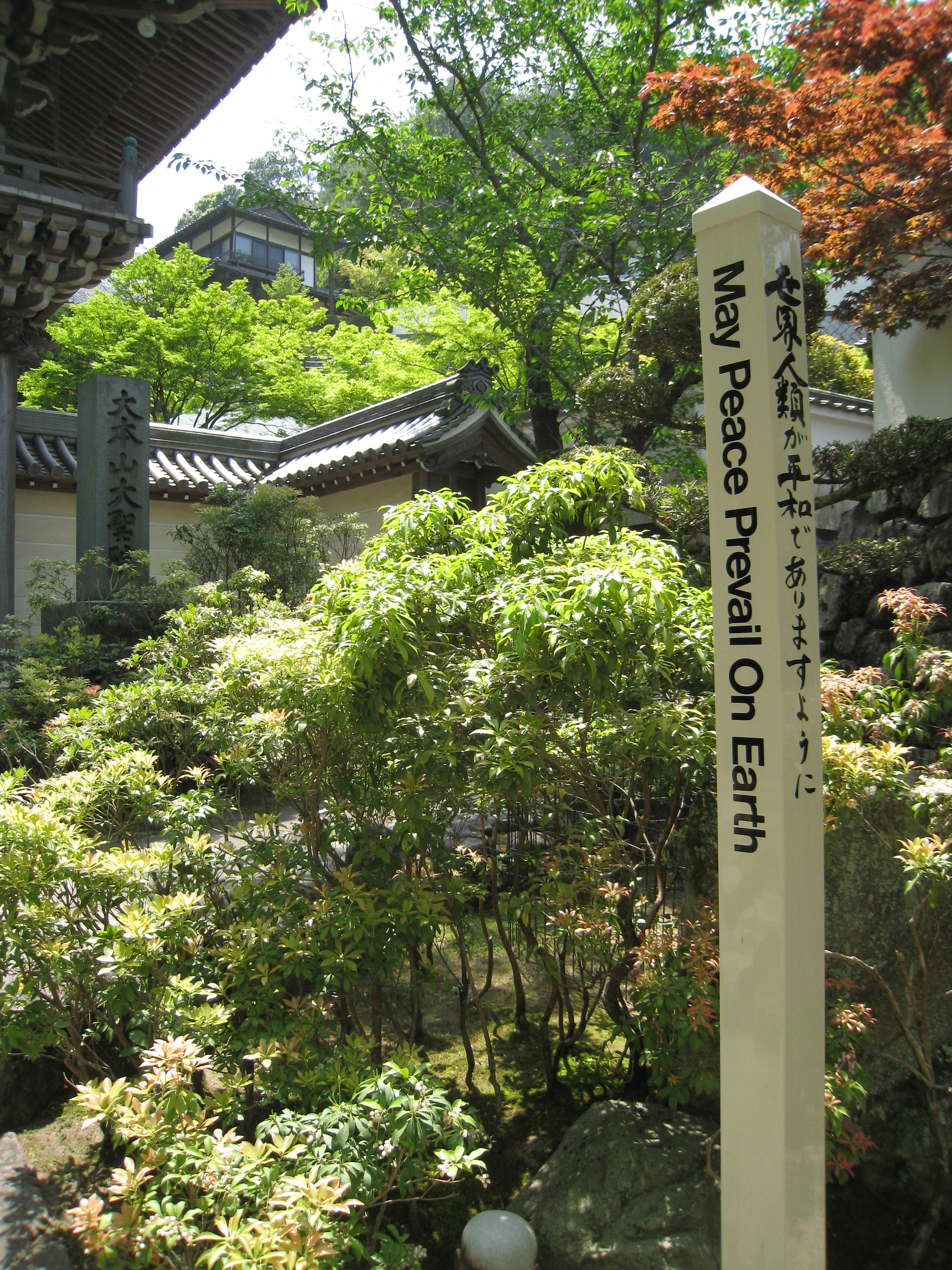
Poste de la paz cerca de Hiroshima, Japón. El texto japonés está dispuesto verticalmente en la escritura tradicional de Masahisa Goi.

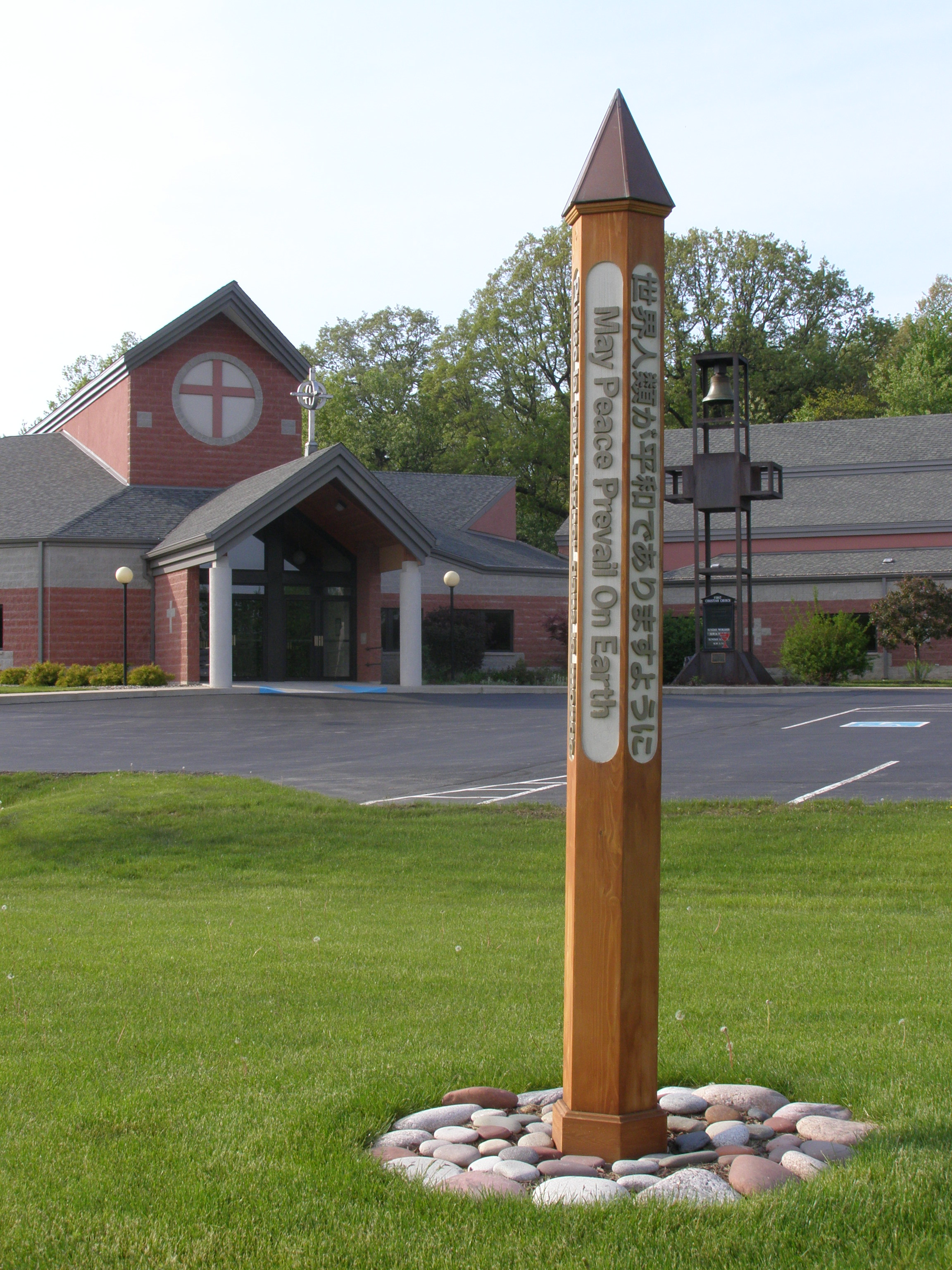
Poste de la paz en una iglesia en Valparaiso, Indiana. Muestra el texto japonés girado, no dispuesto verticalmente.

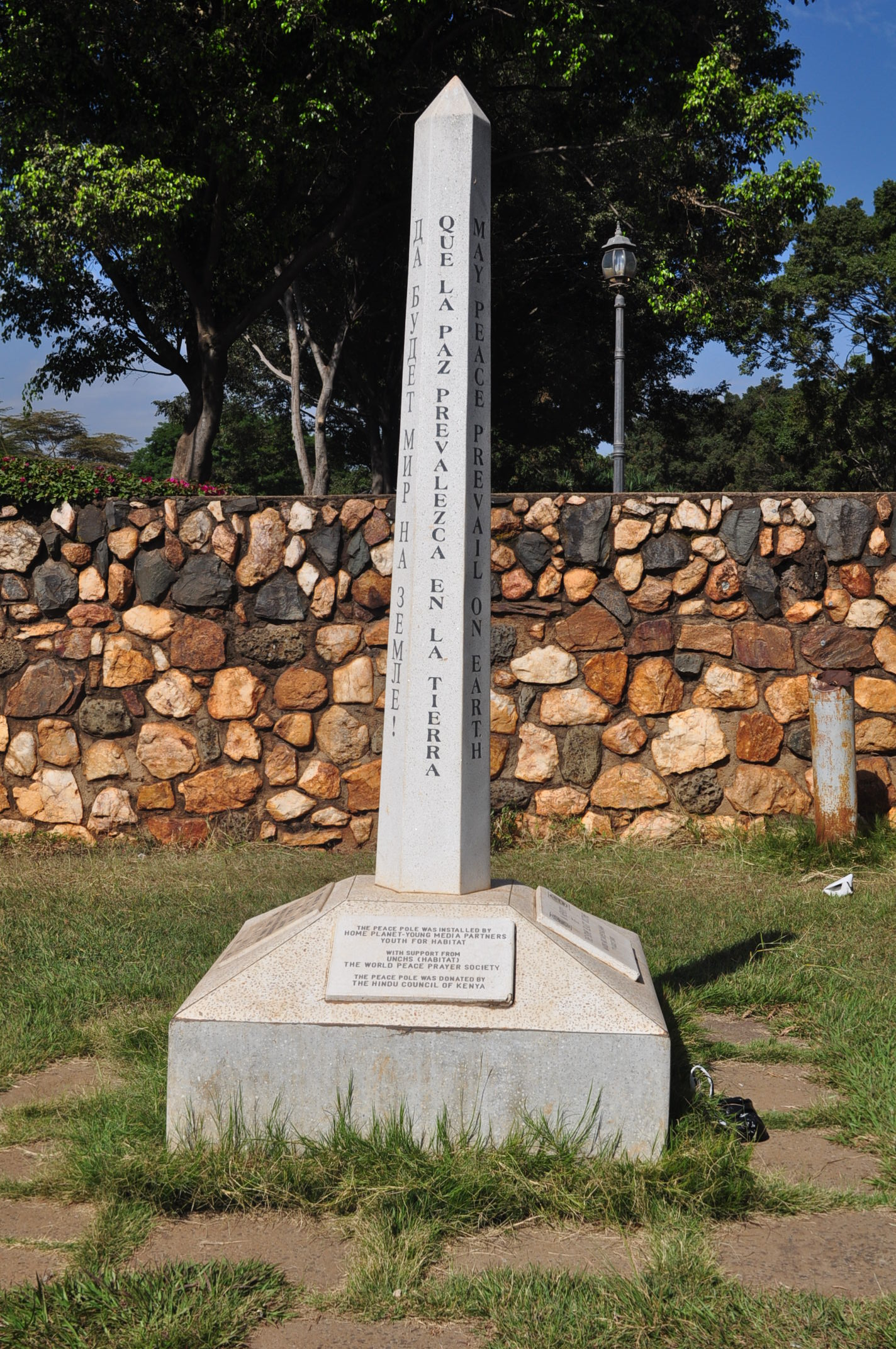
Monumento en memoria de las víctimas de la explosión de la embajada de 1998 en Nairobi (Kenia) y Dar es Salaam (Tanzania). Muestra una disposición vertical inusual del texto grabado.

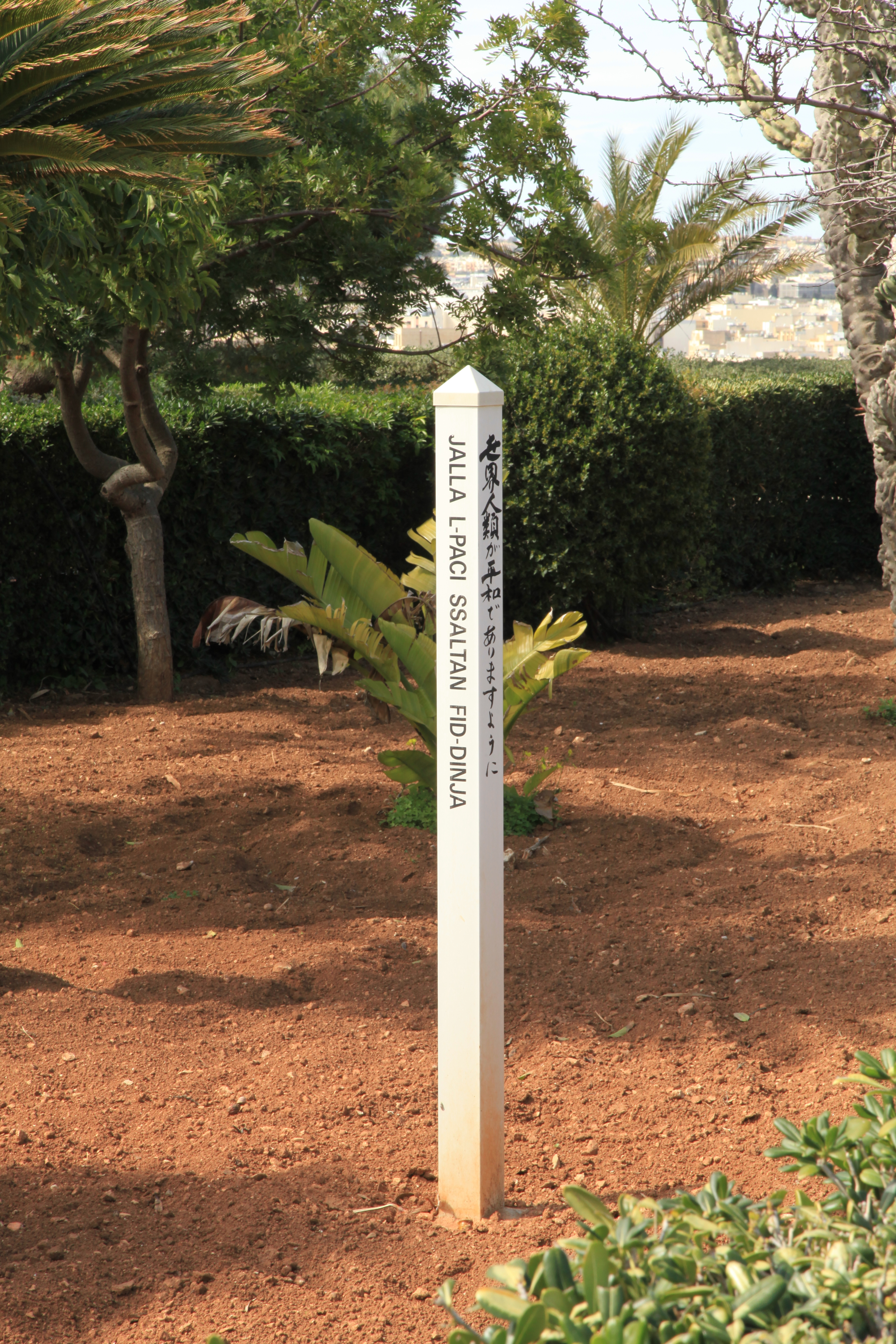
Poste de la paz plantado en los jardines botánicos de Argotti (Floriana, Malta).

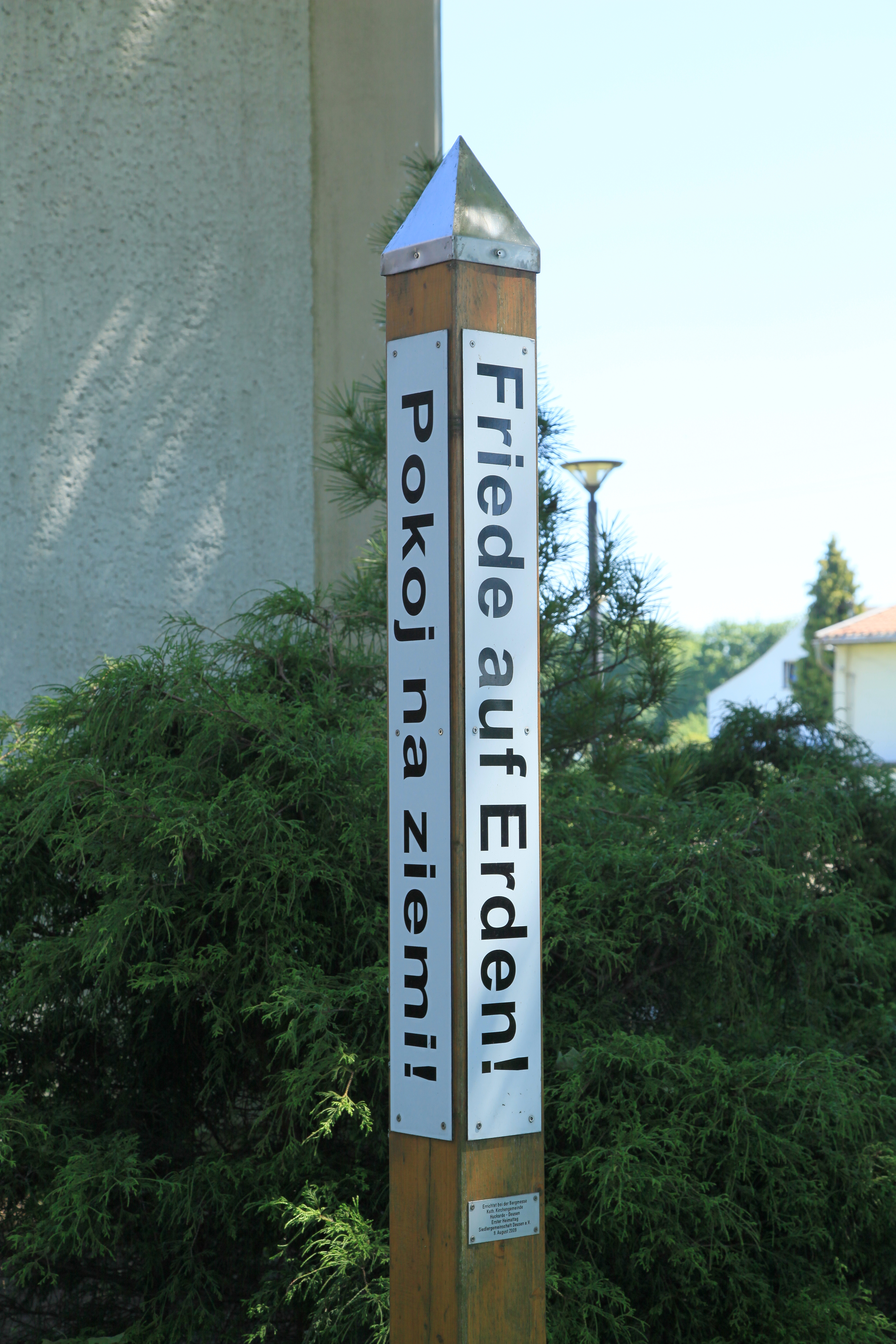
Un marcador de paz con textos abreviados en Dortmund, Alemania.

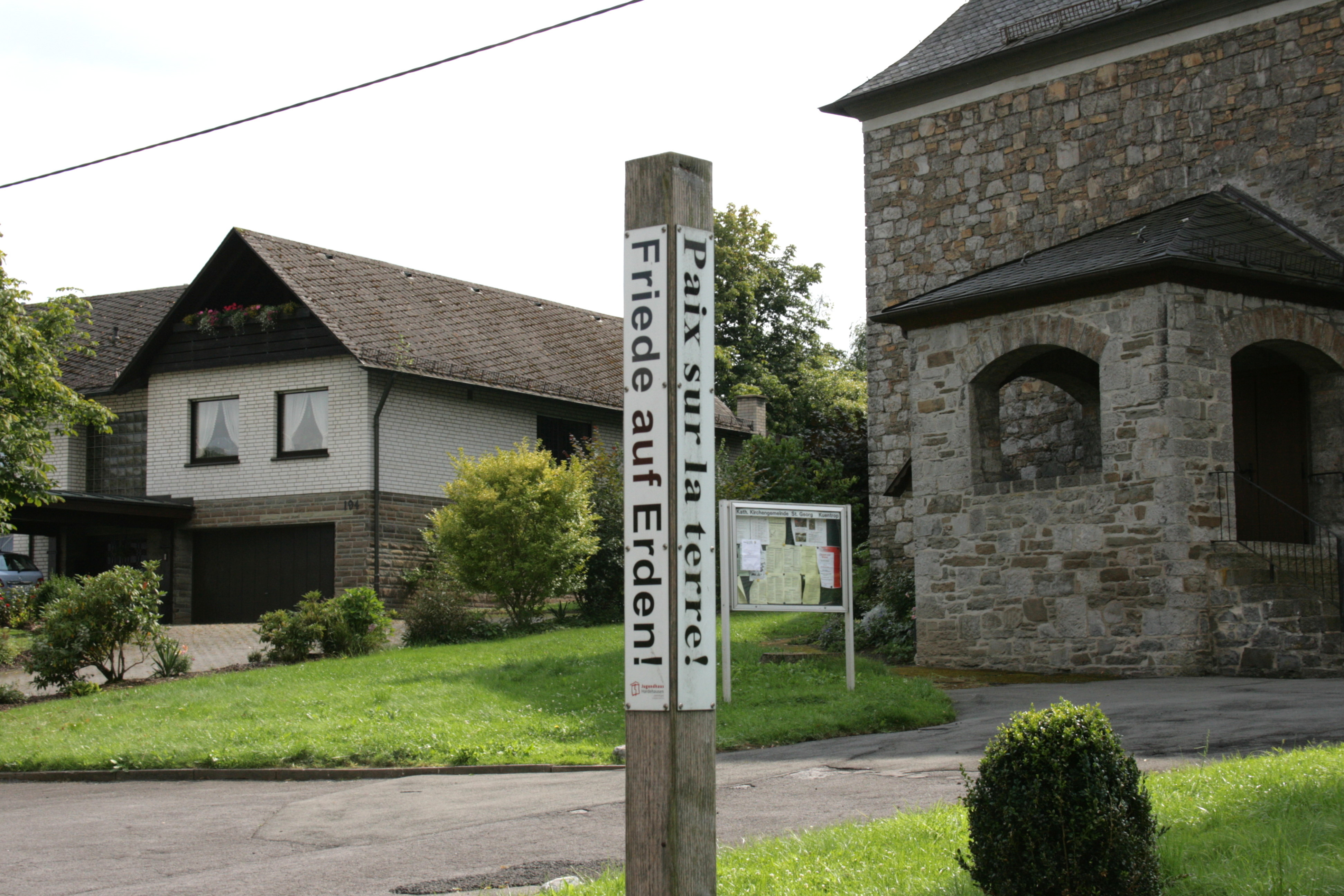
Un marcador de paz con textos abreviados en Neuenrade, Alemania.

Un Poste de la Paz es un símbolo internacionalmente reconocido de las esperanzas y los sueños de toda la familia humana, vigilando en oración silenciosa por la paz en la tierra. Cada Poste de la Paz lleva el mensaje Que la Paz Prevalezca sobre la Tierra en diferentes idiomas en cada uno de sus cuatro o seis lados. Se estima que hay más de 250,000 Postes de la Paz en todos los países del mundo dedicados como monumentos a la paz. 
La idea de los Postes de la Paz fue ideada por primera vez por Masahisa Goi en 1955 en Japón. El Proyecto de Postes de la Paz de hoy en día es promovido por la May Peace Prevail on Earth International, así como por otros grupos e individuos. Los primeros postes de la paz fuera de Japón se construyeron en 1983. Desde entonces, más de 200,000 se han colocado en todo el mundo en cerca de 200 países.
Los Postes de la Paz están hechos de muchos materiales; la mayoría están hechas de madera, mientras que otras están hechas de piedra caliza, cobre, plástico o acero inoxidable. El texto puede ser pintado, tallado, grabado, soldado, pegado o remachado, o simplemente puede ser una placa de plástico unida con tornillos. En otros casos, es el trabajo cuidadoso de un artista o escultor. 
Los Postes de la Paz se han colocado en lugares tan notables como el Polo Norte Magnético, el Monumento a la Paz de Hiroshima, el sitio de las Pirámides egipcias en Guiza y el Santuario Aiki en Iwama, Japón . Los Postes de la Paz se instalan comúnmente en lugares públicos de alto perfil, como parques comunitarios o cerca de las entradas de iglesias o escuelas. En un caso, un jardín, creado para una boda, fue diseñado alrededor del Poste de la Paz, que era su pieza central. La República de Molossia, una micronación, tiene un Polo de la Paz en ocho idiomas. La Universidad de California, Los Ángeles, tiene un poste de paz de piedra caliza con 14 idiomas directamente frente al Kerckhoff Hall. 
Una de las frecuentes fuentes de inspiració para plantar un Poste de la Paz es a menudo una respuesta a un crimen, incidente o problema histórico local de odio. Por ejemplo, el segundo Poste de la Paz más grande del mundo, a 52 pies (15,8 m), se encuentra en Janesville, Wisconsin, en el sitio de un mitin de KKK de 1992 (sábado 30 de mayo). Otro de los mayores polos de la paz en el mundo, medido en toneladas, es el granito de la paz en Beech Acres Park cerca de Cincinnati, Ohio, inspirado en la literatura de odio dejada en los caminos de entrada de los residentes judíos . 
En septiembre de 2016, la World Peace Prayer Society y el proyecto Little Free Library anunciaron una colaboración para ofrecer una nueva estructura de la Biblioteca del Poste de la Paz. Presenta el mensaje de paz del Poste de la Paz, "Que la Paz Prevalezca en la Tierra", en una biblioteca de seis pies. Algunas de estas nuevas bibliotecas se instalaron en lugares importantes para el movimiento por los derechos civiles, como la 16th Street Baptist Church en Birmingham, Alabama.

## Otras lecturas
Fuentes de traducción: 
- https://web.archive.org/web/20170511155434/http://www.peace-pole.com/translations_for_peace_poles.htm
- http://www-peace.sakura.ne.jp/pages/_Earth.htm
- http://nedv.net/village/peace/inanylanguage.php
- http://www.waymarking.com/cat/details.aspx?f=1&guid=5fd76818-c3b2-49d6-952a-c599e7fe8c53&st=2
- https://abbiestreehouse.wordpress.com/2015/01/14/may-peace-prevail-on-earth/
- http://web500.com.br/Valquiria/Dados/Sabedoria,do,novo,tempo/Infos-Port/Paz,Varios,Idioma.html (enlace roto disponible en Internet Archive; véase el historial, la primera versión y la última).